# Miejskie Przedsiębiorstwo Komunikacyjne we Wrocławiu
Miejskie Przedsiębiorstwo Komunikacyjne sp. z o.o. we Wrocławiu (MPK Wrocław) – firma zajmująca się transportem zbiorowym: autobusowym i tramwajowym na terenie Wrocławia. Autobusy MPK Wrocław co roku przewożą 200 mln pasażerów oraz pokonują 35 mln kilometrów.
Niektóre pojazdy posiadają lokalizatory położenia, co umożliwia sprawdzenie rozkładu poprzez aplikację mobilną (mobileMPK oraz iMPK).

## Historia
Po II wojnie światowej, w oparciu o pozostałości majątku po Breslauer Omnibusgesellschaft, powstały 10 maja 1945 roku Zakłady Komunikacyjne Miasta Wrocław – ZKMW. W dniu 4 czerwca 1945 została uruchomiona pierwsza linia autobusowa, a 22 sierpnia 1945 roku pierwsza linia tramwajowa.
W 1951 roku ZKMW zostało przemianowane na Miejskie Przedsiębiorstwo Komunikacyjne – MPK, działające do dzisiaj. Na początku lat dziewięćdziesiątych MPK zostało przekształcone w przedsiębiorstwo budżetowe miasta, a w 1996 roku w spółkę z o.o. należącą do Miasta Wrocław.
W maju 2007 roku zlikwidowano Wydział Komunikacji Zbiorowej w ZDiK, a w to miejsce powołano Wydział Transportu przy Urzędzie Miasta Wrocław. Wydział powstał na bazie pracowników Wydziału Komunikacji Zbiorowej ze ZDiK-u.
W przyszłości planowane są dalsze przekształcenia obejmujące utworzenie (z Wydziału Komunikacji Zbiorowej ZDiK i części MPK) nowej jednostki zarządzającej komunikacją miejską oraz przekształcenie MPK w kilka mniejszych spółek obsługujących odpowiednio komunikację tramwajową, autobusową, warsztaty naprawcze, trakcję (zakłady pomocnicze – torów, sieci i zasilania, etc. już zostały przekształcone w osobne spółki).

## Struktury administracyjne
Wewnętrzną kontrolę funkcjonowania systemu komunikacyjnego oraz rolę interwencyjną w przypadku nagłych zdarzeń (wypadków, awarii technicznych) prowadzi Nadzór Ruchu MPK Wrocław. Firma obsługuje 57 autobusowych linii dziennych (37 normalnych, 5 pospiesznych, 2 szczytowe, i 4 podmiejskie), 13 autobusowych linii nocnych, 25 dziennych linii tramwajowych (wliczając weekendową linię 0).

### Prezesi i Wiceprezesi
| Prezes               | Wiceprezes                              | Lata                          |             |
| Jolanta Szczepańska  | Krzysztof Balawejder (od 01.04.2019 r.) | 15.01.2015 r. – 06.05.2019 r. | [ 2 ] [ 3 ] |
| Krzysztof Balawejder | –                                       | 06.05.2019 r. – 19.01.2023 r. | [ 4 ] [ 5 ] |
| Marcin Urban (p.o.)  | –                                       | 19.01.2023 r. – 06.03.2023 r. | [ 6 ]       |
| Witold Woźny         | Przemysław Nowicki                      | 06.03.2023 r. – obecnie       | [ 7 ]       |

## Tabor

### Autobusy
Podstawę taboru autobusowego stanowią obecnie pojazdy marek Mercedes i Solaris, natomiast ostatni pojazd Volvo w poniedziałek 7 grudnia 2020 roku, o numerze taborowym 8047 wykonał swój ostatni kurs na linii 121. W 2013 roku do MPK przybył pierwszy autobus z napędem hybrydowym. W 2014 roku wrocławskie MPK wzbogaciło się o 57 autobusów marki Solaris.
W 2018 roku wydzierżawiono 40 przegubowych i 20 12-metrowych autobusów marki Mercedes-Benz,a w 2019 roku MPK Wrocław zakupiło 50 nowych autobusów marki Mercedes-Benz.
19 listopada 2020 roku dostarczono kolejne 60 nowych Citaro 2, autobusy były prezentowanie publicznie w różnych częściach Wrocławia, takich jak: Port lotniczy, Hala Stulecia, Leśnica, Nowy dwór, WTWK Partynice, Plac Solny, Rynek. Cała inwestycja wynosiła 122,5 mln.
Obecnie w MPK Wrocław przeważają autobusy marki Mercedes-Benz Citaro.
| Typ autobusu  | Typ autobusu                 | Typ autobusu                 | Początek eksploatacji                                                        | Udogodnienia                                                                                 | Numery taborowe | Liczba |
| MERCEDES-BENZ |                              |                              |                                                                              |                                                                                              |                 |        |
|               | Mercedes-Benz Citaro         | C1                           | 2008                                                                         | przewóz osób na wózkach · monitoring                                                         | 7300-7338       | 39     |
| 2009          | Mercedes-Benz Citaro         | C1                           | przewóz osób na wózkach · klimatyzacja przestrzeni pasażerskiej · monitoring | 7339-7357                                                                                    | 18              |        |
|               | Mercedes-Benz Citaro         | C2                           | 2018                                                                         | przewóz osób na wózkach · klimatyzacja przestrzeni pasażerskiej · monitoring · ładowarki USB | 7401-7420       | 20     |
| 2020          | Mercedes-Benz Citaro         | C2                           | 7421-7451                                                                    | przewóz osób na wózkach · klimatyzacja przestrzeni pasażerskiej · monitoring · ładowarki USB | 31              |        |
|               | Mercedes-Benz Citaro G       | C1                           | 2008                                                                         | przewóz osób na wózkach · monitoring                                                         | 8300-8327       | 28     |
| 2009          | Mercedes-Benz Citaro G       | C1                           | przewóz osób na wózkach · klimatyzacja przestrzeni pasażerskiej · monitoring | 8328-8341                                                                                    | 14              |        |
|               | Mercedes-Benz Citaro G       | C2                           | 2018                                                                         | przewóz osób na wózkach · klimatyzacja przestrzeni pasażerskiej · monitoring · ładowarki USB | 8401-8440       | 40     |
| 2019          | Mercedes-Benz Citaro G       | C2                           | 8441-8490                                                                    | przewóz osób na wózkach · klimatyzacja przestrzeni pasażerskiej · monitoring · ładowarki USB | 50              |        |
| 2020          | Mercedes-Benz Citaro G       | C2                           | 8511-8539                                                                    | przewóz osób na wózkach · klimatyzacja przestrzeni pasażerskiej · monitoring · ładowarki USB | 29              |        |
|               | Mercedes-Benz B628 eCitaro G | Mercedes-Benz B628 eCitaro G | 2024                                                                         | przewóz osób na wózkach · klimatyzacja przestrzeni pasażerskiej · monitoring · ładowarki USB | 6001-6013       | 13     |
| SOLARIS       |                              |                              |                                                                              |                                                                                              |                 |        |
|               | Solaris Urbino 12            | Solaris Urbino 12            | 2014                                                                         | przewóz osób na wózkach · klimatyzacja przestrzeni pasażerskiej · monitoring · ładowarki USB | 5401-5445       | 45     |
|               | Solaris Urbino 18            | Solaris Urbino 18            | 2014                                                                         | przewóz osób na wózkach · klimatyzacja przestrzeni pasażerskiej · monitoring · ładowarki USB | 5601-5612       | 12     |
| VOLVO         |                              |                              |                                                                              |                                                                                              |                 |        |
|               | Volvo 7700                   | Volvo 7700                   | 2005                                                                         | przewóz osób na wózkach · monitoring                                                         | 7035            | 1      |
|               | Volvo 7700A                  | Volvo 7700A                  | 2004                                                                         | przewóz osób na wózkach · monitoring                                                         | 2021            | 1      |
| Suma pojazdów | Suma pojazdów                | Suma pojazdów                | Suma pojazdów                                                                | Suma pojazdów                                                                                | Suma pojazdów   | 341    |

(stan taborowy na 29.04.2025 r.)

#### Wycofane z eksploatacji

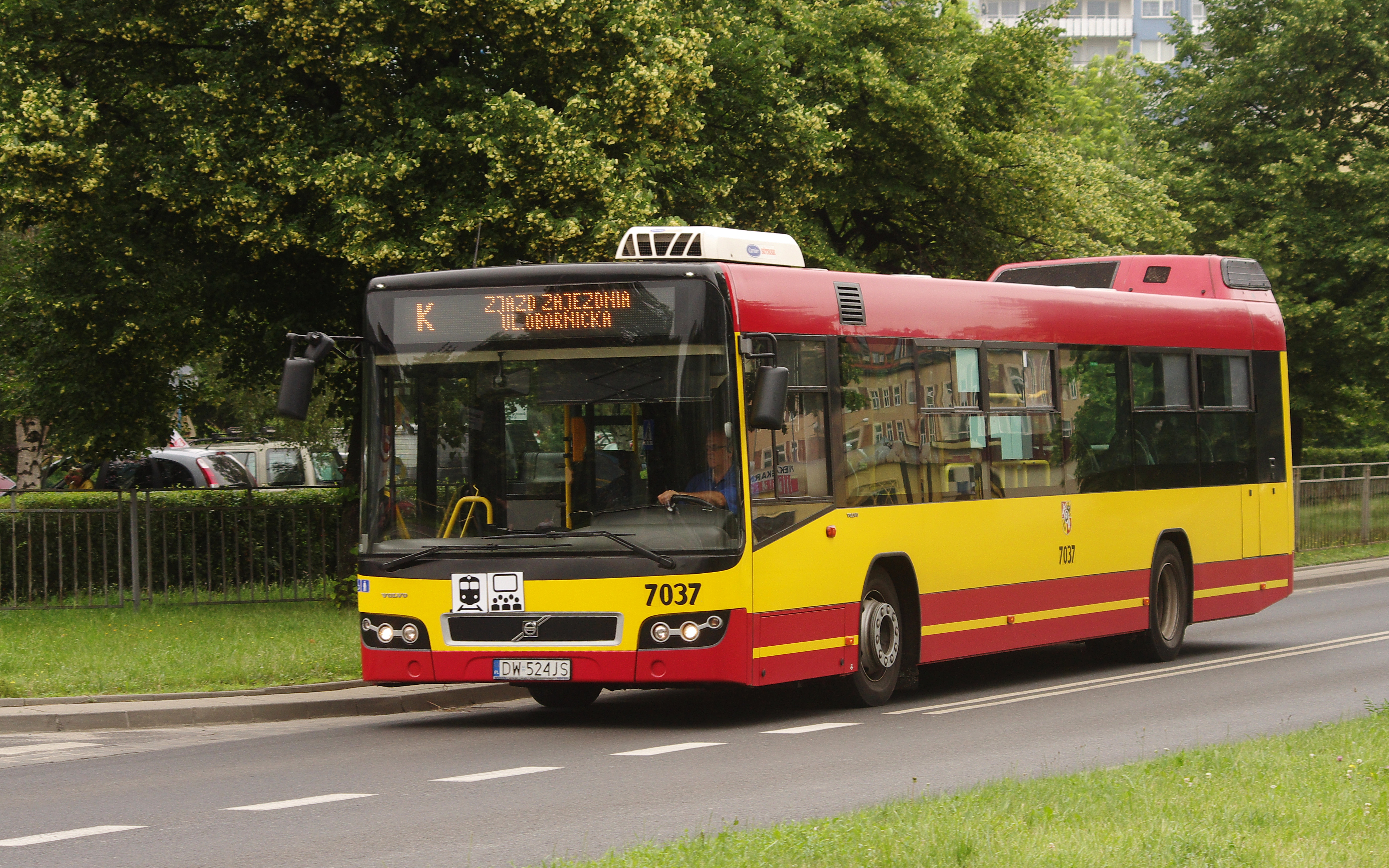
Volvo 7700

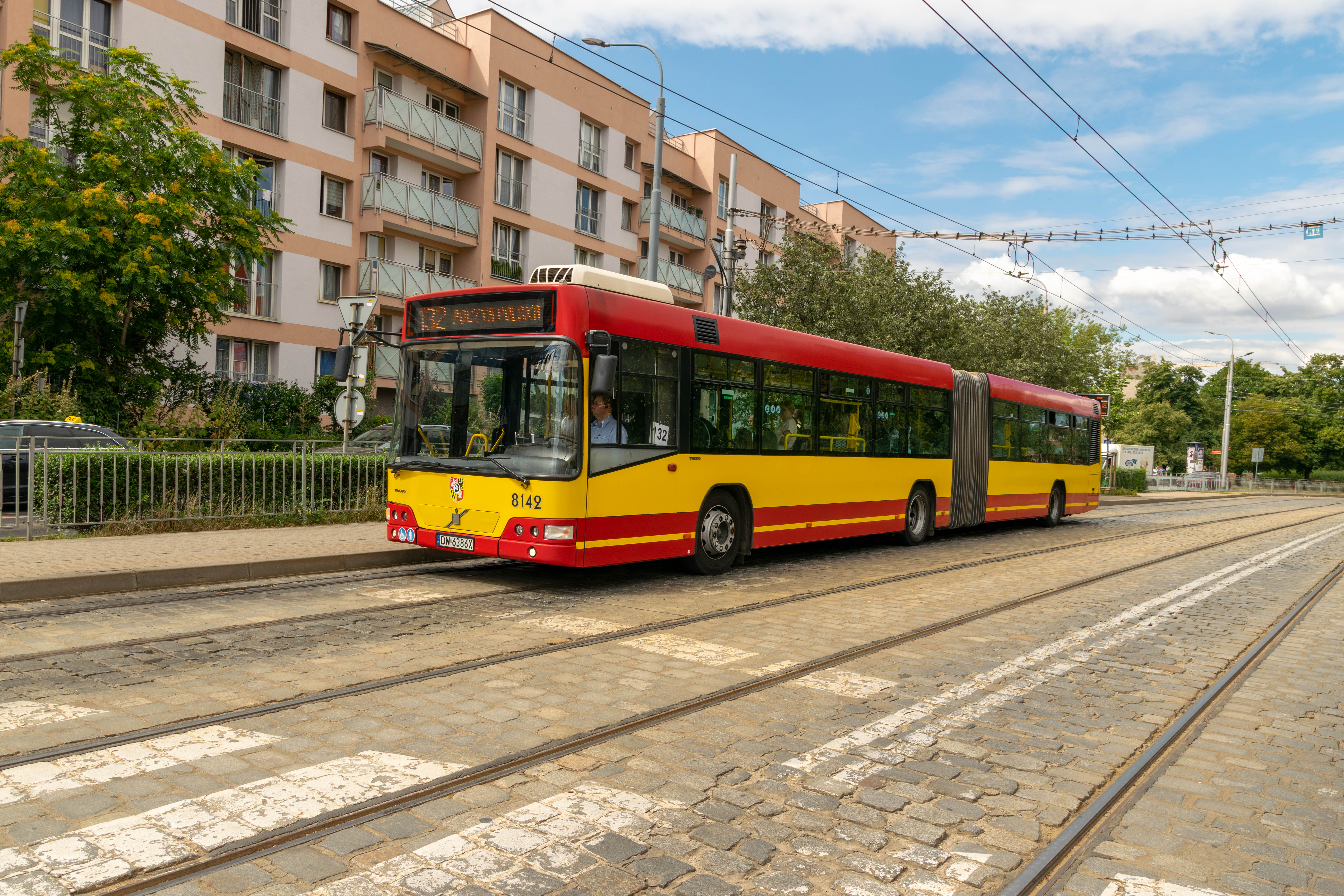
Volvo 7700A

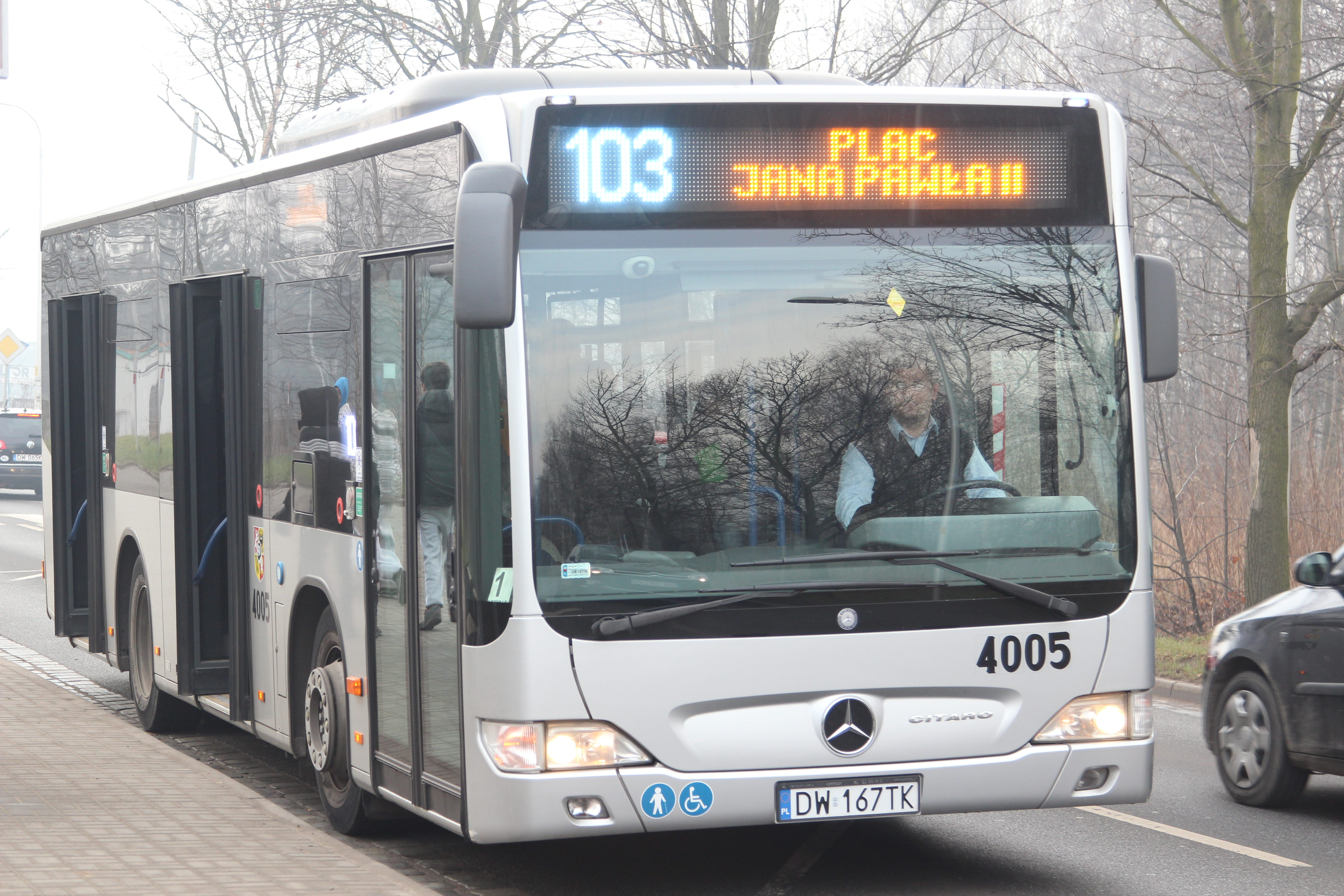
Mercedes-Benz Citaro K

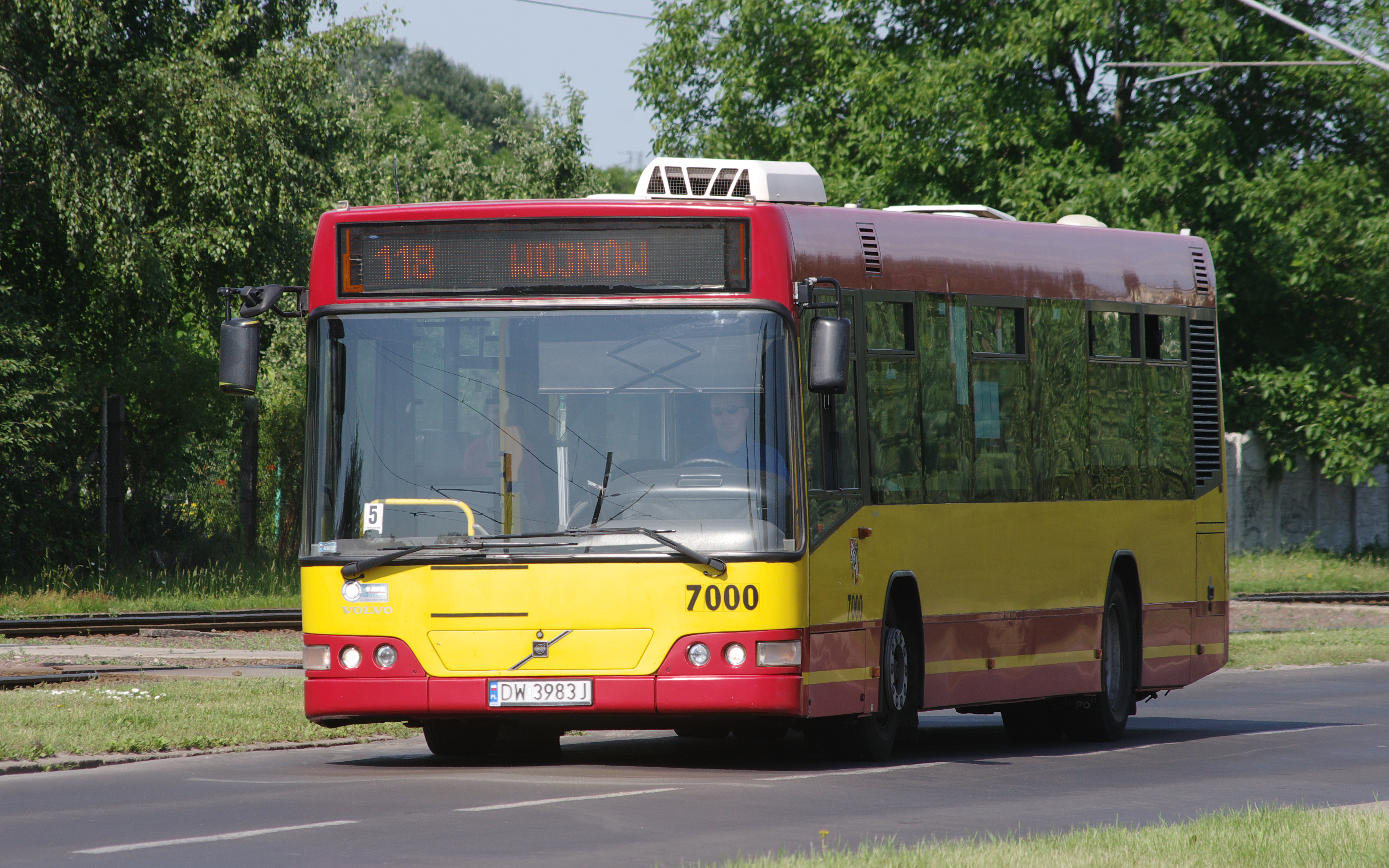
Volvo 7000

#### Wycofane z eksploatacji[13][11]
| Typ autobusu           | Początek eksploatacji | Koniec eksploatacji                   | przewóz osób na wózkach | Numery taborowe                                                                      | Liczba |
| Volvo 7700             | 2005/2006/2009        | 2020                                  | przewóz osób na wózkach | 7014-7034, 7036, 7037                                                                | 23     |
| Volvo 7700A            | 2004–2006             | 2007/2012/2013/2020                   | przewóz osób na wózkach | 8118 (spłonął w 2007), 8137 (spłonął w 2012), 8119 (spłonął w 2013), 8116-8143, 8145 | 29     |
| Mercedes-Benz Citaro K | 2013                  | 2020 (przeniesiony do Działu Szkoleń) | przewóz osób na wózkach | 4005                                                                                 | 1      |
| Mercedes-Benz Citaro G | 2013                  | 2020 (przeniesiony do Działu Szkoleń) | przewóz osób na wózkach | 8342                                                                                 | 1      |
| Volvo 7000             | 2003                  | 2018/2020/2021                        | przewóz osób na wózkach | 7000-7013                                                                            | 14     |
| Volvo 7000A            | 2001                  | 2018/2019/2020                        | przewóz osób na wózkach | 8046-8115                                                                            | 70     |
| MAN NG313              | 2000                  | 2018                                  | przewóz osób na wózkach | 8600                                                                                 | 1      |
| Volvo B10BLE           | 1998                  | 2017                                  |                         | 8028-8045                                                                            | 18     |
| Jelcz M121M            | 1994                  | 2015                                  | przewóz osób na wózkach | ?                                                                                    | 15     |
| Jelcz M121MB           | 1996                  | 2015                                  | przewóz osób na wózkach | 9555-9560                                                                            | 4      |
| Volvo B10MA            | 1996                  | 2015                                  |                         | 8008-8027                                                                            | 20     |
| Ikarus 280             | 1981                  | 2014                                  |                         | 5001-5325                                                                            | 325    |
| Suma pojazdów          | Suma pojazdów         | Suma pojazdów                         | Suma pojazdów           | Suma pojazdów                                                                        | 521    |

(stan taborowy na 29.04.2025r.)

#### Podwykonawcy MPK

##### Michalczewski Sp. z o.o.
W ramach prowadzonego programu wymiany taboru autobusowego oraz brak środków na zakup koniecznej liczby pojazdów w odpowiednio krótkim czasie dnia 27 czerwca 2014 MPK Wrocław ogłosiło przetarg na Świadczenie usług w zakresie przewozu osób i bagażu podręcznego w autobusowym transporcie zbiorowym organizowanym przez Gminę Wrocław na terenie Miasta Wrocławia. Informację o wyborze oferenta, który będzie świadczył usługi przewozowe na zlecenie MPK Wrocław ogłoszono 15 września 2014. Została nim firma ITS Michalczewski z Radomia. Na mocy umowy zawartej 16 grudnia 2014 firmie ITS Michalczewski za kwotę 338 mln zł na okres 10 lat powierzono obsługę linii autobusowych obsługiwanych dotychczas pojazdami należącymi do MPK Wrocław. Do wykonania tego zadania firma ITS Michalczewski przeznaczyła 80 autobusów, w tym 43 sztuki pojazdów typu MAN Lion’s City G, 19 sztuk typu MAN Lion’s City oraz 7 sztuk typu Solaris Alpino. Autobusy marki MAN przeznaczono do obsługi linii 110, 112, 113, 114, 120, 125, 133, 145, 146, 148, 149, 325 i 612, a Solaris Alpino linii 100, 120, 140, 147, 150. W pierwszej kolejności podwykonawca przejął obsługę linii nr 146 – nastąpiło to dnia 15 czerwca 2015. Michalczewski dokupił 11 pojazdów MAN Lion’s City z myślą o obsłudze linii 133. Wyruszyły one na trasy 4.09.2017 roku. Gdy Michalczewski (przedsiębiorstwo) zakończył obsługę tej linii, firma zwróciła 10 z 11 pojazdów. 3 ze zwróconych pojazdów aktualnie posiada firma Dolnośląskie Linie Autobusowe, która obsługuje komunikację w gminie Kąty Wrocławskie (gmina).
| Typ autobusu  | Typ autobusu       | Początek eksploatacji | Udogodnienia                                                                                 | Numery taborowe | Liczba |
|               | Solaris Alpino 8,6 | 2015                  | przewóz osób na wózkach · klimatyzacja przestrzeni pasażerskiej · monitoring · ładowarki USB | 4500-4506       | 7      |
|               | MAN Lion’s City    | 2015                  | przewóz osób na wózkach · klimatyzacja przestrzeni pasażerskiej · monitoring · ładowarki USB | 4400-4418, 4427 | 20     |
|               | MAN Lion’s City G  | 2015                  | przewóz osób na wózkach · klimatyzacja przestrzeni pasażerskiej · monitoring · ładowarki USB | 4600-4642       | 43     |
| Suma pojazdów | Suma pojazdów      | Suma pojazdów         | Suma pojazdów                                                                                | Suma pojazdów   | 70     |

(stan taborowy na 29.04.2025 r.)

#### Byli Podwykonawcy MPK

##### Mobilis Sp. z o.o.
W pierwszej połowie 2019 roku MPK Wrocław rozpisało przetarg na obsługę 5 linii komunikacji miejskiej. 23 września tego samego roku wrocławska firma podpisała umowę z warszawską spółką Mobilis, której oferta była najtańsza – wyniosła 120 996 200 złotych brutto. Przewoźnik będzie wykonywał kursy 30 fabrycznie nowymi autobusami do końca lutego 2025 r. 18 autobusów Isuzu Citiport pojawiło się we Wrocławiu w styczniu i lutym 2020 roku, a 4 kwietnia wyjechało na ulice miasta 12 Mercedesów-Benz Conecto G. Stacjonują one na bazie przy ul. Tyskiej 16 we Wrocławiu. MPK Wrocław na początku będzie korzystać z tzw. autobusów tymczasowych, przejętych od firmy Mobilis, jednak w ciągu maksymalnie 13 miesięcy zastąpią je nowe pojazdy. Setka nowych autobusów pojawi się na ulicach miasta do końca I kwartału 2026 roku. Wszystkie będą niskopodłogowe, klimatyzowane i przystosowane do potrzeb osób z niepełnosprawnościami.
| Typ autobusu  | Typ autobusu       | Początek eksploatacji | Udogodnienia                                                                                 | Numery taborowe | Liczba |
|               | Isuzu Citiport     | 2019                  | przewóz osób na wózkach · klimatyzacja przestrzeni pasażerskiej · monitoring · ładowarki USB | 4700-4717       | 18     |
|               | Mercedes Conecto G | 2020                  | przewóz osób na wózkach · klimatyzacja przestrzeni pasażerskiej · monitoring · ładowarki USB | 4800-4811       | 12     |
| Suma pojazdów | Suma pojazdów      | Suma pojazdów         | Suma pojazdów                                                                                | Suma pojazdów   | 30     |

(stan taborowy na 29.04.2025 r.)

### Tramwaje
29 czerwca 2020 r. MPK Wrocław podpisało umowę z firmą Modertrans Poznań na remont kapitalny tramwajów Protram 205WrAs. Modernizacje wszystkich składów miały zostać zakończone w ciągu 24 miesięcy i objąć remont pudła, podwozia, wnętrza i elektryki oraz montaż klimatyzacji. Ostatni z modernizowanych 205WrAsów wyjechał na wrocławskie tory we wrześniu 2021 r., a cała seria otrzymała nowe oznaczenie Moderus Beta 205WrAs-MF 17 AC. Również 29 czerwca 2020 r. MPK Wrocław podpisało umowę z firmą SAATZ na kapitalny remont pojazdów Škoda 16T. To zamówienia ma trwać 28 miesięcy i w jednym czasie mogą być remontowane maksymalnie 3 tramwaje. Prace mają być kompleksowe i objąć część elektryczną, wszystkie podzespoły, wózki, pudło oraz wnętrze wagonu.
MPK Wrocław 12 września 2020 roku podpisało umowę z Modertrans Poznań na zakup 25 nowoczesnych, niskopodłogowych i klimatyzowanych tramwajów Moderus Gamma z opcją na dodatkowe 21 pojazdów. 8 marca 2021 roku przewoźnik poinformował o wykorzystaniu prawa opcji. Dostawy łącznie 46 tramwajów do Wrocławia mają zakończyć się do połowy 2024 roku. Pierwszy z Moderusów Gamma wyjechał na wrocławskie torowiska 6 grudnia 2021 roku, kiedy to kursował na linii 11. W styczniu tramwaj nr 3301 otrzymał imię Marii Koterbskiej, a w kwietniu imię Adama Wójcika nadano tramwajowi nr 3310.
Od początku kwietnia 2022 r. wprowadzono zasadę, zgodnie z którą wszystkie tramwaje kursujące wszystkie weekendy i święta to pojazdy przynajmniej częściowo niskopodłogowe.
| Typ wagonu                                                          | Typ wagonu                                       | Początek eksploatacji | Udogodnienia                                                                                 | Numery taborowe | Liczba wagonów (składów) | Źródła                             |
|                                                                     | Konstal/Protram 105NWr                           | 1976–1991             | monitoring · ładowarki USB                                                                   | 2206-2565       | 170 (85)                 |                                    |
|                                                                     | Konstal/Protram 105NWrMp                         | 1988                  | monitoring · ładowarki USB                                                                   | 2474-2475       | 2 (1)                    |                                    |
|                                                                     | Protram 204WrAs                                  | 2004–2007             | monitoring · ładowarki USB                                                                   | 2601-2612       | 12 (6)                   |                                    |
|                                                                     | Protram/Modertrans Moderus Beta 205WrAs-MF 17 AC | 2006–2011             | przewóz osób na wózkach · klimatyzacja przestrzeni pasażerskiej · monitoring · ładowarki USB | 2701-2726       | 26 (26)                  |                                    |
|                                                                     | Škoda 16T                                        | 2006–2007             | przewóz osób na wózkach · klimatyzacja przestrzeni pasażerskiej · monitoring · ładowarki USB | 3001-3017       | 17 (17)                  |                                    |
|                                                                     | Škoda 19T                                        | 2010–2011             | przewóz osób na wózkach · klimatyzacja przestrzeni pasażerskiej · monitoring · ładowarki USB | 3101-3131       | 31 (31)                  |                                    |
|                                                                     | Pesa Twist 2010NW                                | 2015                  | przewóz osób na wózkach · klimatyzacja przestrzeni pasażerskiej · monitoring · ładowarki USB | 3201-3208       | 8 (8)                    |                                    |
|                                                                     | Modertrans Moderus Beta MF19AC                   | 2015-2017             | przewóz osób na wózkach · klimatyzacja przestrzeni pasażerskiej · monitoring · ładowarki USB | 2801-2822       | 22 (22)                  |                                    |
|                                                                     | Modertrans Moderus Beta MF24AC                   | 2018–2019             | przewóz osób na wózkach · klimatyzacja przestrzeni pasażerskiej · monitoring · ładowarki USB | 2901-2940       | 40 (40)                  |                                    |
|                                                                     | Modertrans Moderus Gamma LF 07 AC                | 2021–2024             | przewóz osób na wózkach · klimatyzacja przestrzeni pasażerskiej · monitoring · ładowarki USB | 3301-3346       | 46 (46)                  | [ 35 ] [ 40 ] [ 41 ] [ 42 ] [ 43 ] |
| Pesa Twist 146N tram on route no. 5 towards Księże Małe in Wrocław. | Pesa Twist                                       | Od 2024               | przewóz osób na wózkach · klimatyzacja przestrzeni pasażerskiej · monitoring · ładowarki USB | 3401-3440       | 40 (40)                  | [ 44 ] [ 45 ]                      |
| Łącznie                                                             | Łącznie                                          | Łącznie               | Łącznie                                                                                      | Łącznie         | 381 (286)                | [ 11 ]                             |

#### Tramwaje wycofane z eksploatacji
| Typ wagonu | Typ wagonu    | Początek eksploatacji | Koniec eksploatacji | Numery taborowe                       | Liczba wagonów | Źródła |
|            | Konstal 105N  | 1975–1977             | 1985–1989           | 2201, 2212, 2257, 2277                | 4              | [ 46 ] |
|            | Konstal 105NT | 1989                  | 2001                | 2496-2497                             | 2              | [ 47 ] |
|            | Konstal 105Na | 1975-2001             | 1986-2022           | 2531-2558, 2201-2455, 2456, 2457-2563 | 198            | [ 48 ] |
| Łącznie    | Łącznie       | Łącznie               | Łącznie             | Łącznie                               | 195            |        |